# La Québécoise
Vous êtes invité à donner votre avis sur cette page de discussion, de manière argumentée en vous aidant notamment des critères d’admissibilité ou en présentant des sources extérieures et sérieuses.  
Après avoir apposé le modèle {{Admissibilité}} sur une page, suivez les étapes expliquées sur Wikipédia:Débat d'admissibilité/Aide :
| 1. | Créez la page de débat d'admissibilité.                                                                      | Sauvegardez d’abord la page pour l’initialiser puis indiquez votre motivation.       |
| 2. | Important : ajoutez une entrée dans la section Débat d'admissibilité du jour.                                | Utilisez ce texte : *{{L\|La Québécoise}}                                            |
| 3. | Pensez à informer les contributeurs principaux de la page et les projets associés lorsque cela est possible. | Utilisez ce texte : {{subst:Avertissement débat d'admissibilité\|La Québécoise}}~~~~ |

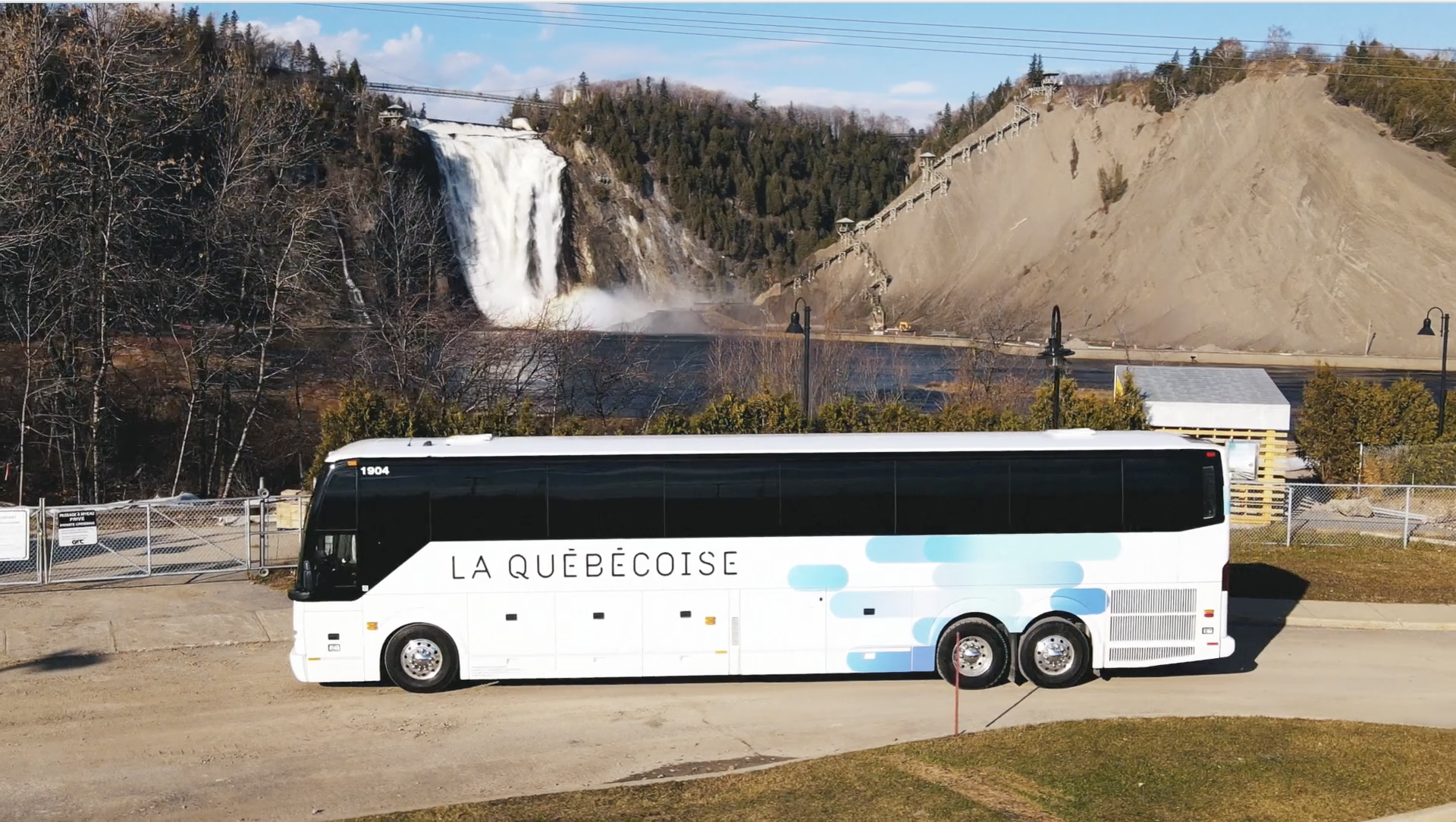
Un autocar au Chute‑Montmorency

La Québécoise est une entreprise québécoise spécialisée dans le transport. 
Fondée en 1965 par Serge Gingras, la compagnie est la propriété de Mathieu Gingras en 2018. Elle compte sur un effectif de 1 200 employés pour opérer sa flotte de 1 000 véhicules répartis dans une vingtaine de garages.
En 2013, l'entreprise était le 8e plus grand employeur du domaine des transports au Québec, derrière TransForce, Air Canada, le CN, Transat, Robert, UPS et Veolia, et le le 148e plus grand employeur tous domaines confondus.